# L'Inspiration du poète
L'Inspiration du poète est un tableau de Nicolas Poussin, réalisé entre 1629 et 1630, qui représente un homme, à droite, qui serait probablement le poète Virgile, sous inspiration d'Apollon, avec une femme debout, à gauche, qui serait la Muse Calliope ou Euterpe. Cette peinture à l'huile sur toile de 183 × 213 cm est exposée au musée du Louvre à Paris.
Le travail sur les modèles, la perspective, la composition rigoureuse et la lumière, font de cette œuvre un manifeste de la peinture classique.

## Historique de l'œuvre

### Œuvre de commande et inspiration
Le commanditaire du chef-d’œuvre de Poussin demeure inconnu. Nicolas Poussin arrive en 1624 à Rome, où il restera pour le restant de ses jours. Il s'inspire de ses propres tableaux à sujet mythologique caractérisés par des coloris clairs et lumineux pour réaliser L'Inspiration du poète ; c'est le cas par exemple de la Mort de Germanicus. L'artiste se tourne avec un intérêt et une nostalgie croissants vers le monde antique, et la peinture avec comme thème central le paysage. Peint entre 1629 et 1630 à Rome sous la protection du collectionneur Cassiano dal Pozzo, qui lui offre en partage ses connaissances sur l'histoire antique et mythologique. Nicolas Poussin marie, comme dans tous ses tableaux, la richesse de ses compositions et la beauté de ses expressions, d'où son surnom « le peintre des gens d'esprit ». Son œuvre est l'expression parfaite de sa philosophie, toute de méditation et de contemplation ainsi que de sa recherche de l'harmonie universelle. Le tableau pourrait avoir été peint en l'honneur d'un poète contemporain ou récemment disparu. Exceptionnelle par sa taille, l’œuvre a posé de multiples problèmes et de doutes sur son authenticité, et est l’un des plus grands tableaux profanes de Poussin.

### Propriétaires successifs
Le tableau est attesté pour la première fois en 1653 dans les collections du cardinal Mazarin. Il demeure ensuite propriété de ses descendants. Après un passage dans les collections du marquis de Lassay au début du XVIIIe siècle, on le retrouve dans la galerie de la comtesse de Verrue où il côtoyait le Charles Ier, roi d’Angleterre de Van Dyck (Louvre). L’œuvre quitte ensuite la France pour l’Angleterre et l'Écosse, pour appartenir en 1824 à la collection de Thomas Charles Hope. Elle est enfin acquise par le Louvre en 1911, et exposée au 2e étage, dans la salle no  826.

## Description

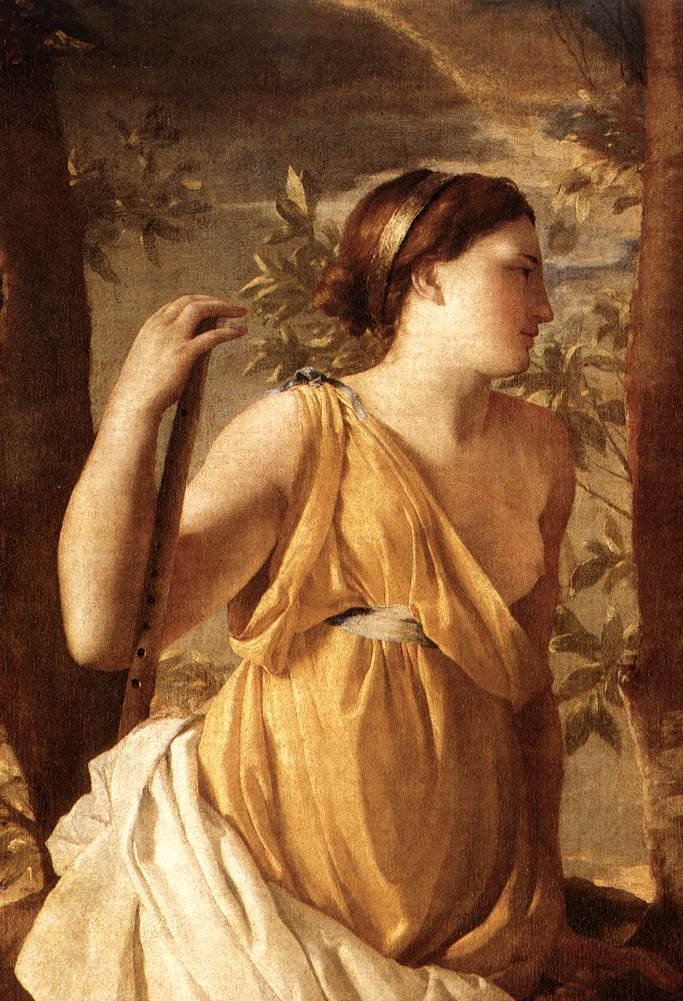
Le modèle d'Euterpe serait peut-être la femme de Poussin, Anna Dughet, à la suite des critiques qui en avancent l’hypothèse.

Un cadrage serré met en valeur trois personnages avec la présence de deux putti, l'un s’apprête à couronner le poète de lauriers, et l'autre porte un livre et une seconde couronne de laurier. Au centre du tableau est assis Apollon, divinité grecque de la Beauté, du Soleil, et des Arts. Il s'appuie sur une lyre sans corde, en allusion à la musique. Il désigne de sa main droite les écrits du poète qui se tient debout devant lui. Le jeune homme a la tête levée vers le ciel, regardant un des deux putti. Derrière le dieu olympien se tient Euterpe, muse de la poésie lyrique comme nous le montre la flûte qu'elle tient dans sa main droite ; elle est à peine dénudée, placée de façon symétrique au poète. Deux ouvrages sont posés au sol ; des inscriptions permettent d’identifier les écrits, qui sont Ilias et Odyssea, d'Homère, et Aeneidos, de Virgile.
Certains critiques avancent l'hypothèse que le modèle de la Muse Euterpe (ou Calliope), souvent reconnaissable dans d'autres œuvres de cette période de Nicolas Poussin, est peut-être Anna Dughet, qu'il a épousée en 1630 à  la basilique San Lorenzo in Lucina à Rome.
La restauration entreprise par le musée en 2019  a permis de se rapprocher des couleurs originales et de supprimer des repeints de pudeur décidés par la comtesse de Verrue.

## Analyse du tableau
L’œuvre représente un Parnasse, c’est-à-dire l’assemblée des Muses réunies autour du dieu Apollon. Dans la mythologie antique, cette assemblée se tenait sur le Parnasse, lieu sacré dédié aux beaux-arts. La mise en scène harmonieuse et symétrique que Poussin donne de cette scène mythologique se situe dans une tradition antique, rénovée durant la Renaissance italienne, et dont une des principales représentations demeure celle que peint Raphaël dans l’une des Chambres du Vatican.

## Œuvre en rapport:L'inspiration du poète lyrique

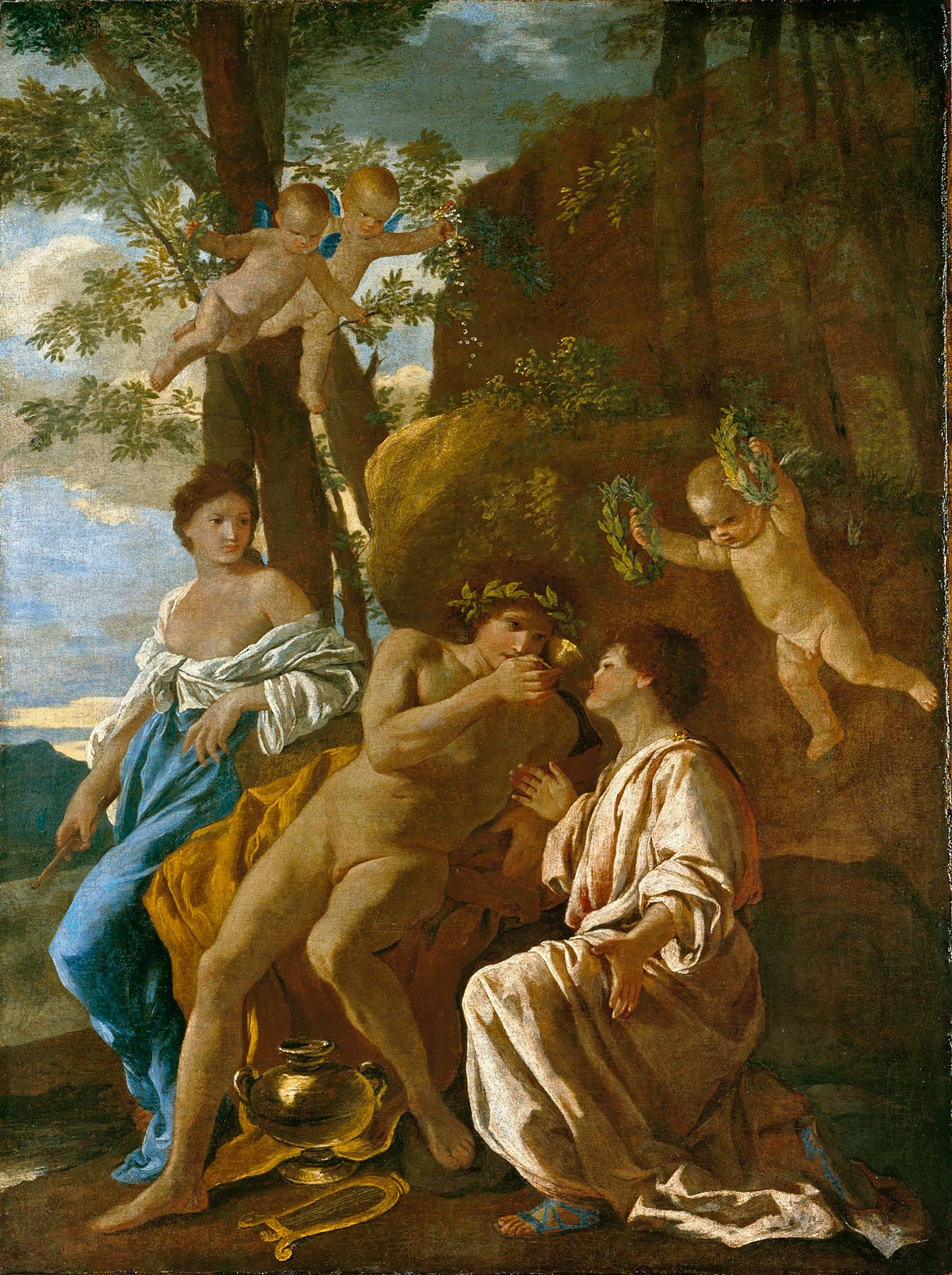
L'Inspiration du poète lyrique, parfois appelé L'inspiration d'Anacréon.

Poussin a peint une autre œuvre se rapprochant du même thème, aujourd'hui conservée au musée d'État de Basse-Saxe de Hanovre (Inv.Nr.PAM839). Elle représente un poète buvant à la coupe que lui tend Apollon représenté nu et couronné de laurier. Ils sont surmontés d'un amour tendant deux couronnes de laurier tandis qu'à leurs pieds est posée une lyre. À gauche se tient, seins nus, la muse de la poésie lyrique Érato, à moins qu'il ne s'agisse d'Euterpe. Le poète est souvent identifié à Anacréon. Pierre Rosenberg le date des années 1628-1629. Le tableau est présent depuis 1679 dans les collections du duc Jean-Frédéric de Brunswick-Calenberg. Il semble être présent en Angleterre entre 1803 et 1814 mais est de retour à Hanovre avant 1844. Selon André Gide, qui a pu voir le tableau à Paris lors d'une exposition en 1937, « Chose étrange, l'émotion mystique dont pourtant était capable Poussin, c'est dans son Inspiration d'Anacréon […] que, tout inopinément, je la trouve ».